# Metluda
Metluda (Metluta) z ruštiny nebo místně v avarštině Kitlarta, historicky z gruzínštiny Ori ckali je ústřední vodní tok okresu Cunta v Dagestánu Ruské federaci, který je pravostranným přítokem Andijské Kojsu. Má délku 45 km. Protéká hlubokými údolími v bystřinném režimu proudění. Je dotován v jarních měsících táním sněhu a v létě přívalovými dešti. Nejmenší průtok je v měsíci únoru. Je minimálním způsobem regulován. Má několik desítek vodních přítoku. Mezi známější přítoky patří levostranný přítok Sabakuni (u obce Kitlarta), Chаlugajcha (u obce Cibari), pravostranný přítok Kidero, Šajitli (u obce Šauri) a Chamajitli (u obce Chamajitli).